# Mata Mourisca
Mata Mourisca ist ein Ort und eine ehemalige Gemeinde (Freguesia) im portugiesischen Kreis Pombal.
Die Gemeinde hatte 1832 Einwohner (Stand 30. Juni 2011).
Am 29. September 2013 wurden die Gemeinden Mata Mourisca, Guia und Ilha zur neuen Gemeinde União das Freguesias de Guia, Ilha e Mata Mourisca zusammengeschlossen.